# Schistidium pruinosum
Schistidium pruinosum là một loài rêu thuộc họ Grimmiaceae. Loài này được (Wilson ex Schimp.) G. Roth mô tả khoa học đầu tiên năm 1904.